# Hoodwink Island
Hoodwink Island (englisch für Täuschungsinsel) ist eine Insel vor der Loubet-Küste des Grahamlands auf der Antarktischen Halbinsel. Sie liegt 1,5 km östlich der Arrowsmith-Halbinsel im Lallemand-Fjord.
Der Falkland Islands Dependencies Survey kartierte sie anhand von Vermessungen und Luftaufnahmen aus den Jahren von 1955 bis 1957. Das UK Antarctic Place-Names Committee benannte sie im Jahr 1959. Namensgebend war der Umstand, dass bei ihrer Vermessung und der Untersuchung ihrer geologischen Zusammensetzung Fehler unterliefen.